# Toyo-uke Corona
La Toyo-uke Corona è una struttura geologica della superficie di Venere.